# 相鉄新横浜線
相鉄新横浜線（そうてつしんよこはません）は、神奈川県横浜市保土ケ谷区の西谷駅から同市港北区の新横浜駅までを結ぶ、相模鉄道（相鉄）の鉄道路線である。路線名に「相鉄」を含む。駅ナンバリングで使われる路線記号はSO。
2019年（令和元年）11月30日に西谷駅 - 羽沢横浜国大駅間が先行開業し、東日本旅客鉄道（JR東日本）東海道貨物線を経由しての東京都区部および埼玉県内との直通運転が実施されており、同区間の相模鉄道の事業名および国土交通省への届出における名称は、相鉄・JR直通線となっている（後述）。2023年（令和5年）3月18日には、羽沢横浜国大駅から同市港北区の新横浜駅までが開業し、東急電鉄（東急）東急新横浜線などを経由して、東京都区部や埼玉県内と直通運転が開始された。これにより、7鉄道事業者14路線、総延長約250キロメートルに及ぶネットワークが形成された。

## 概要
元々この路線は旧運輸政策審議会（現在の交通政策審議会）答申第7号・第18号にある神奈川東部方面線計画の一部分を構成する区間であった。2000年代に「都心直通プロジェクト」と銘打たれ、相鉄本線とJR東日本湘南新宿ラインおよび東急東横線・目黒線を連絡して東京都心部へのアクセス路線として整備が進められた路線である。
整備主体である鉄道建設・運輸施設整備支援機構（鉄道・運輸機構）によれば、西谷駅 - 羽沢横浜国大駅（計画段階での仮称は羽沢駅）間の第一期線は相鉄・JR直通線（SJ線）として、羽沢横浜国大駅 - 新横浜駅間の第二期線は東急新横浜線とともに相鉄・東急直通線（ST線）の名称で建設が進められた区間となっている。
2005年に成立した都市鉄道等利便増進法に基づく、鉄道・運輸機構の都市鉄道利便増進事業で初めて開業した路線であり、相鉄の路線としては相鉄いずみ野線以来、約43年ぶりの新規路線である。
本路線と東急新横浜線は、地下鉄事業者の東京メトロを除いた大手私鉄同士の異なる会社の路線を地下鉄を介さずに直接結ぶ路線であり、関東では初めてのケースとなる。

### 名称について
この路線全体の運営者である相模鉄道による路線名および『鉄道要覧』では、会社の略称「相鉄」を含めた「相鉄新横浜線」とされており、単に「新横浜線」とは略記されない。これは同じく神奈川東部方面線計画の一部分を構成する東急新横浜線（こちらも会社の略称「東急」を含めた「東急新横浜線」が正式名称）との混同を防ぐためである。
一方、前述の通り保有者である鉄道・運輸機構による事業名称は西谷駅 - 羽沢横浜国大駅間が相鉄・JR直通線（SJ線）、羽沢横浜国大駅 - 新横浜駅間が相鉄・東急直通線（ST線）となっている。なお、相模鉄道による国土交通省への運賃認可申請書上の路線名としてはこちらの事業名称のものが用いられている。
2019年11月30日の相鉄・JR直通線区間開通時点では新横浜駅まで路線が到達していなかったため、旅客案内において「相鉄新横浜線」の名称の使用を控え、「相鉄・JR直通線」あるいは単に「JR直通線」などの名称を用いていた。ただし直通先のJR東日本では公式ホームページにおける羽沢横浜国大駅の案内において接続交通機関として「相鉄新横浜線」の名を用いていたなど、相鉄以外の事業者においてはこの限りではなかった。

### 路線データ
- 路線距離：西谷駅 - 新横浜駅間 6.3 km
- 軌間：1,067 mm
- 駅数：3駅（両端の駅を含む）
- 複線区間：全線
- 電化区間：全線（直流1,500 V）
- 保安装置：ATS-P

当路線の西谷駅 - 羽沢横浜国大駅を利用する場合は30円、羽沢横浜国大駅 - 新横浜駅を利用する場合は40円の加算運賃が適用される。
羽沢横浜国大駅 - 新横浜駅間は基本的に車両規格の小さい相鉄・東急直通線用の車両により運行されるものの、JR線内での輸送障害時に相鉄・JR直通線の列車が新横浜駅で折り返せるように全線にわたって車両規格の大きい相鉄・JR直通線用の車両に合わせた車両限界で建設されている。

## 沿線風景
新横浜線はほとんどがトンネル区間である。また、踏切は一つもないのが特徴である。 JR線直通・東急線を走行する羽沢横浜国大駅 - JR武蔵小杉駅間、新横浜駅 - 日吉駅間は「相鉄・JR直通線」・「東急新横浜線」の頁をそれぞれ参照。

### 西谷 - 羽沢横浜国大
西谷駅を発車した列車はすぐに相鉄本線上り線を分かれていく。トンネルに入り、地下に入るとすぐに地下駅の羽沢横浜国大駅となる。ここからは東急線と分岐して左にカーブして直通運転先のJR直通線に入る。ここまでが第1期開業区間である。

### 羽沢横浜国大 - 新横浜
羽沢横浜国大駅を出るとJR直通線と分岐して直進しトンネルに入る。そのままトンネルを走行し続けて、地下駅の新横浜駅となる。ここからは直通運転先の東急線に入る。ここまでが第2期開業区間である。

## 運行形態
本路線は正式には西谷駅が起点であるが、案内・運行上は西谷方面が下り、新横浜方面が上りとなっているため、以下の記述もそれに従う。
| 種別＼駅名 | 種別＼駅名         | JR線・東急線方面 直通先 | 新横浜 | 羽沢横浜国大 | 西谷 | 相鉄本線・相鉄いずみ野線方面 直通先 |
| ---------- | ------------------ | ----------------------- | ------ | ------------ | ---- | ----------------------------------- |
| 運行範囲   | 東急東横線直通各停 | 和光市←                 | 1本    | 1本          | 1本  | →湘南台                             |
| 運行範囲   | 東急東横線直通各停 | 川越市←                 | 1本    | 1本          | 1本  | →湘南台                             |
| 運行範囲   | 東急目黒線直通各停 | 西高島平←               | 2本    | 2本          | 2本  | →海老名                             |
| 運行範囲   | JR線直通各停       | 新宿←                   | 新宿←  | 2本          | 2本  | →海老名                             |

### 現在の列車種別
本節全体の出典…
すべて通勤型車両で運転され、乗車券のみで乗車できる。相鉄本線や相鉄いずみ野線で運転されている種別等もあるが、接続等があるため本文中の接続等の表記は以下のように表記する。
相鉄本線直通系統
特急…本線特急
通勤急行…本線通急
快速…本線快速
各駅停車…本線各停
相鉄いずみ野線直通系統
通勤急行…いずみ野線通急
快速…いずみ野線快速
各駅停車…いずみ野線各停
新横浜発着系統
特急…相鉄新横浜線特急
各停…相鉄新横浜線各停
JR線直通系統
特急…JR線直通特急
各駅停車…JR線直通各停
東急東横線直通系統
特急…東横線直通特急
通勤特急…東横線直通通特
各駅停車…東横線直通各停
東急目黒線直通系統
特急…目黒線直通特急
通勤特急…目黒線直通通特
各駅停車…目黒線直通各停

### 列車番号
列車番号は以下のように定められている（2023年3月18日改正時点）。
- 3120 - ：特急（相鉄本線 - JR線直通系統）
- 3700 - ：特急（相鉄本線 - 東横線直通系統）
- 3750 - ：特急（相鉄いずみ野線 - 東横線直通系統）
- 3800 - ：特急（相鉄本線 - 目黒線直通系統）
- 3840 - ：特急（相鉄本線 - 新横浜発着系統）
- 3850 - ：特急（相鉄いずみ野線 - 目黒線直通系統）
- 3900 - ：通勤特急（相鉄いずみ野線 - 東横線直通系統）
- 3950 - ：通勤特急（相鉄いずみ野線 - 目黒線直通系統）
- 6220 - ：各駅停車（相鉄本線 - JR線直通系統）
- 6400 - ：各駅停車（相鉄本線 - 東横線直通系統）
- 6550 - ：各駅停車（相鉄本線 - 目黒線直通系統）
- 7400 - ：各駅停車（相鉄いずみ野線 - 東横線直通系統）
- 7550 - ：各駅停車（相鉄いずみ野線 - 目黒線直通系統）
- 7900 - ：各駅停車（西谷発着 - 東横線直通系統）
- 7950 - ：各駅停車（西谷発着 - 目黒線直通系統）
- 7980 - ：各駅停車（新横浜発着系統）
- 8000 - ：試運転列車
- 8650 - ：臨時各駅停車（新横浜発着系統）
- 8700 - ：臨時試運転列車
- 9200 - ：回送列車（羽沢横浜国大発着系統）
- 9700 - ：回送列車（新横浜発着系統）
- 9900 - ：臨時回送列車

### 運行番号
列車番号とは別に先頭車両の右上・左上・左窓下のいずれかに二桁（東急線直通運用のみ末尾に相鉄車はG、東急車はKが付く）の運行番号を表示している。列車番号と運行番号の関連性は無い。
相鉄車およびJR車については以下の方法で設定されている。これは2023年3月18日ダイヤ改正現在のものである。
- 3群・4群（31G - 43G）：21000系8両編成での運用
- 7群（70 - 73）：12000系10両編成での運用
- 7群（74 - 79）：JR車10両編成で相鉄線内出庫の運用
- 8群（81 - 87）：JR車10両編成でJR線内出庫の運用
- 9群（91G - 95G）：20000系10両編成での運用

十の位の数字によって「群」として管理されており、JR車運用以外は原則として、それぞれの群で1日ごとに順送りされる（例として本日70運用なら明日71運用、本日73運用なら明日は70運用という具合）。7 - 8群については相鉄線内のみ運行番号を表示し、JR線内は列車番号を表示する。
JR車については、その日に川越車両センター（一部列車は板橋駅留置線、新宿駅、大崎駅）から出庫して埼京線・りんかい線内の運用に就いたあと、新宿駅以北を始発とする相鉄線直通列車として相鉄線内に入線し、8群の運用として新宿駅以南の相鉄線直通列車を運行し相鉄線内に滞泊する。翌日に7群の運用として相鉄線内から出庫し、新宿駅以北を終点とする相鉄線直通列車に就いたあと、埼京線・りんかい線内の運用に就いて川越車両センター（一部列車は大宮駅）に入庫する運用となっている。
平日81運行については、相鉄線内で出入庫を行わず、川越車両センターから出庫してJR線内の運用に充当後新宿駅 - 海老名駅を2往復後池袋派出所に入庫する運用となっている。また、平日77運行についてはJR線内で折り返しで再度相鉄線内に入線し87運行に変更されて運行されて相鉄線内で滞泊する。そのため相鉄線内で2連泊する運用が初めて設定された。
東急車（および将来相鉄との相互直通に変更する構想のある都営車）については、上記の規則に依らず、東京メトロおよび都営地下鉄が制定している運行番号の原則に基づき、地下鉄線内で使用している運行番号を相鉄線内においてもそのまま用いる（01K - 48Kが目黒線車両〈および将来的には三田線も〉、51K - 65Kが東横線車両）。
3群・4群および東急目黒線（および将来的に対応する都営三田線）からの乗り入れ車両の運行番号については、都営三田線に乗り入れる場合は奇数番号を、東京メトロ南北線に乗り入れる場合は偶数番号を使用する。そのため運行番号が奇数番号と奇数番号に1を足した偶数番号の2つで1つの車両の運用として扱われる（例として35G運行および36G運行が1つの車両で運行）ため一部の番号が欠番とされている。相鉄車の順送りについても同様の考えとなる（例として本日35G運行なら翌日は37G運行、本日39G運行なら翌日は42G運行という具合）。この関係上、相鉄線内の折り返しで運行番号が変わる運用も設定されている。一方で東急東横線からの乗り入れ車両の運行番号については、奇数と偶数とが混在している。
例外として、試運転列車には運行番号が設定されていない。試運転で表示されている番号は、出場時の検査で使用された番号となる。

### JR線直通列車
2019年11月30日の第一期線開業時点では、本路線を走行する列車は、ほとんどの列車が海老名方面とJR線新宿方面とを直通する列車であり、特急は全列車が直通であった。また、本路線内においては全列車が各駅に停車する。2022年3月12日改正ダイヤでは、日中時間帯の下り列車が各停から特急に変更されたが、2023年3月18日改正ダイヤで再び各停に戻された。

#### 列車種別
本節全体の出典…

##### 特急
種別色は■橙色（相鉄線内完結）および■緑色（JR線直通）。相鉄線内最速の種別である。
基本的には相鉄海老名駅 - JR新宿駅で運転されているが、朝時間帯に池袋（着のみ）・赤羽・武蔵浦和（発のみ）・大宮・指扇（発のみ）・川越発着が運転されている。新宿駅発着については相鉄車およびJR車ともに充当される。池袋行きについては平日に1本設定され、相鉄車で運転されており、相鉄車がJR線で新宿以北に入る唯一の運用となっている。それ以外の新宿以北を発着とする列車は全列車JR車で運転されている。また、川越発着の列車については、JR線内で平日は通勤快速、土休日は快速運転を行う。それ以外の列車は各駅停車となる。
朝夕ラッシュ時は1時間最大3本の運転されており、基本的に上下線ともに西谷駅で本線快速と接続を行う。
昼間時間帯は設定がほとんどないものの、上り10時台および土休日上り14時台、下り12時台に1本ずつの運転がある。
相鉄線内は全列車が海老名駅発着の運転であり、相鉄線内での途中駅発着の列車はない。
編成両数は全て10両編成である。

##### 各駅停車（各停）
種別色は■黒色または■灰色（相鉄線内完結）および■緑色（JR線直通）。
基本的には相鉄海老名駅 - JR新宿駅で運転されているが、朝時間帯に池袋（着のみ）・武蔵浦和・大宮・指扇（発のみ）・川越（着のみ）発着が運転されている。新宿駅発着列車以外はすべてJR車で運転される。また、土休日のみ設定される川越発着の列車については、JR線内で快速運転を行う。それ以外の列車は各駅停車となる。
平日夕ラッシュ下りのピーク時間を除いて基本的に運転されており、日中時間帯は、毎時2往復が運転されている。
相鉄線内は大多数の列車が海老名発着の運転であるが、平日上り1本のみ大和始発として運転される。
編成両数は全て10両編成である。

### 新横浜方面行き列車
本路線全線を走行する列車は東急線直通列車1日約100往復（上下200本）および新横浜駅発着が設定されている。うち東急線直通列車については、通勤時間帯に運行される一部列車を除き、本線発着の列車は東急目黒線方面に、相鉄いずみ野線発着の列車は東急東横線方面に直通を行う形に系統が分かれている。目黒線方面は1時間あたり2本、東横線方面は1時間あたり2本運行している（東京メトロ南北線・埼玉高速鉄道埼玉高速鉄道線〈埼玉スタジアム線〉との直通列車は昼間時には設定せず）。また東急線方面に運転される列車は原則として各駅停車・通勤特急・特急で、東横線は急行であるが、本路線内においては全列車が各駅に停車する。

#### 列車種別
いずれの種別も相鉄新横浜線内は各駅に停車し、東急東横線直通列車は10両編成、東急目黒線直通列車は8両編成で運転される。

##### 特急
種別色は■橙色（相鉄線内完結）、■桃色（東急東横線直通）、■水色（東急目黒線直通）。
東急目黒線・相鉄本線直通系統（都営三田線・東京メトロ南北線・東急目黒線 - 海老名）
相鉄本線から相鉄新横浜線を経由し東急新横浜線および目黒線内に乗り入れる系統であり、朝夕ラッシュ時を中心に運転される系統である。
東急目黒線・都営三田線・東京メトロ南北線・埼玉高速鉄道線を発着とし、武蔵小杉（着のみ）・武蔵小山（発のみ）・目黒・高島平（着のみ）・赤羽岩淵・鳩ケ谷（発のみ）・浦和美園駅を発着として運転されている。
東急目黒線内は基本的に急行として運転されるが、平日下り1本、平日上り2本、土休日下り3本、土休日上り4本は各停として運転される。
平日朝1本のみ西高島平始発の大和行きが運転されている。
編成両数は全て8両編成である。
東急目黒線・相鉄いずみ野線直通系統（都営三田線・東京メトロ南北線・東急目黒線 - 湘南台）
相鉄いずみ野線から相鉄新横浜線を経由し東急新横浜線および目黒線内に乗り入れる系統であり、平日下り2本および土休日下り1本設定されている。1本が目黒発で運転され、平日のもう1本は浦和美園発として運転される。
編成両数は全て8両編成である。
東急東横線・相鉄本線直通系統（東武東上線・東京メトロ副都心線・東急東横線 - 海老名）
相鉄本線から相鉄新横浜線を経由し東急新横浜線および東横線内に乗り入れる系統であり、平日下り2本、平日上り1本、土休日1往復運転されている。このうち土休日上りの1本は東武東上線・小川町駅行きで、距離116.4kmを運転するものとなる。それ以外の列車は平日下りは渋谷始発と和光市始発が1本ずつ、平日上りは渋谷行き、土休日下りは和光市始発で運転される。
東急東横線内は急行として運転される。小川町行きのみ東京メトロ副都心線内は急行、東武東上線内は快速急行として運転される以外は東京メトロ副都心線内は各駅停車として運転される。
編成両数は全て10両編成である。
東急東横線・相鉄いずみ野線直通系統（東武東上線・東京メトロ副都心線・東急東横線 - 湘南台）

相鉄いずみ野線から相鉄新横浜線を経由し東急新横浜線および東横線内に乗り入れる系統であり朝夕を中心に運転される。土休日下りの設定はない。
東武東上線・東京メトロ副都心線・東急東横線・東急新横浜線を発着とし、日吉（発のみ）・渋谷・和光市・志木・川越市（着のみ）・森林公園駅を発着として運転されている。
東急東横線内は急行として運転される。基本的に東京メトロ副都心線内は各駅停車、東武東上線内は普通で運転されるが、平日上り1本が副都心線内を通勤急行で運転し、平日下り1本が東武東上線内急行として運転する。
編成両数は全て10両編成である。
相鉄本線直通系統（新横浜 - 海老名）
東急線に乗り入れずに新横浜駅で折り返す系統であり、平日深夜に新横浜駅 - 海老名駅間の自社線内完結の特急が1往復運転される。

##### 通勤特急
種別色は■桃色（東急東横線直通）および■水色（東急目黒線直通）。平日朝ラッシュ時の上りにおいて相鉄いずみ野線から直通する列車のみ設定されており、特急の停車駅に加えて鶴ヶ峰駅にも停車する。
2023年3月18日ダイヤ改正の運行概要について以下に示す。
東急東横線・相鉄いずみ野線直通系統（東武東上線・東京メトロ副都心線・東急東横線 - 湘南台）
相鉄いずみ野線から相鉄新横浜線を経由し東急新横浜線および東横線内に乗り入れる系統であり平日上り6・7時台に1本、8時台に3本の計6本設定されている。
東武東上線・東京メトロ副都心線・東急東横線を行先とし、渋谷・新宿三丁目・和光市・川越市行きとして運転されている。
東急東横線内は急行として運転される。和光市行きおよび川越市行きについては副都心線内は通勤急行として運転し、東武東上線内は普通として運転される。新宿三丁目行きについては副都心線内は各駅停車として運転される。
編成両数は全て10両編成である。
東急目黒線・相鉄いずみ野線直通系統（都営三田線 - 湘南台）
相鉄いずみ野線から相鉄新横浜線を経由し東急新横浜線および目黒線内に乗り入れる系統であり平日上り7時台に高島平行きが1本設定されている。
東急目黒線内は急行として運転される。
編成両数は8両編成である。

##### 各駅停車（各停）
種別色は■黒色または■灰色（相鉄線内完結）、■桃色（東急東横線直通）、■水色（東急目黒線直通）。
2023年3月18日ダイヤ改正時点の運行概要について以下に示す。
東急目黒線・相鉄本線直通系統（都営三田線・東京メトロ南北線・東急目黒線 - 海老名）
相鉄本線から相鉄新横浜線を経由し東急新横浜線および目黒線内に乗り入れる系統であり、全時間帯に渡って運転される系統である。
東急目黒線・都営三田線・東京メトロ南北線・埼玉高速鉄道線を発着とし、武蔵小杉（着のみ）・奥沢（発のみ）・目黒・高島平・西高島平・赤羽岩淵（着のみ）・浦和美園駅を発着として運転されている。
日中時間帯は、毎時2往復が都営三田線・西高島平駅 - 海老名駅間で運転されており、それ以外の時間帯は南北線発着の列車も設定されている。
東急目黒線内は基本的に急行として運転されるが、平日下り7本、平日上り4本、土休日下り4本、土休日上り10本は各停として運転される。
基本的には海老名駅発着で運転されているが、平日下り1本は西高島平発大和行き、平日夜1本は二俣川始発の浦和美園行きとして運転されている。
編成両数は全て8両編成である。
東急目黒線・相鉄いずみ野線直通系統（都営三田線・東京メトロ南北線・東急目黒線 - 湘南台）
相鉄いずみ野線から相鉄新横浜線を経由し東急新横浜線および目黒線内に乗り入れる系統であり、朝夕を中心に設定されている。
東急目黒線・都営三田線・東京メトロ南北線・埼玉高速鉄道線を発着とし、武蔵小杉（着のみ）・奥沢（発のみ）・目黒（発のみ）・西高島平・赤羽岩淵（発のみ）・浦和美園駅を発着として運転されている。
東急目黒線内は基本的に急行として運転されるが、平日下り4本、平日上り3本、土休日下り2本、土休日上り2本は各停として運転される。
編成両数は全て8両編成である。
東急目黒線直通系統（都営三田線・東京メトロ南北線・東急目黒線 - 西谷）
西谷駅発着で東急新横浜線および目黒線内に乗り入れる系統であり、朝夕を中心に設定されている。
東急目黒線・都営三田線・東京メトロ南北線・埼玉高速鉄道線を発着とし、武蔵小杉（着のみ）・奥沢（着のみ）・高島平・西高島平・赤羽岩淵（発のみ）・鳩ケ谷（発のみ）・浦和美園駅を発着として運転されている。
東急目黒線内は基本的に急行として運転されるが、平日下り4本、平日上り3本、土休日下り2本、土休日上り2本は各停として運転される。
編成両数は全て8両編成である。
東急東横線・相鉄本線直通系統（東武東上線・東京メトロ副都心線・東急東横線 - 海老名）
相鉄本線から相鉄新横浜線を経由し東急新横浜線および東横線内に乗り入れる系統であり、平日下り6本、平日上り4本、土休日1往復運転されている。
東武東上線・東京メトロ副都心線・東急東横線・東急新横浜線を発着とし、日吉（発のみ）・武蔵小杉（着のみ）・渋谷・新宿三丁目（発のみ）・和光市・志木（発のみ）・森林公園（着のみ）駅を発着として運転されている。
基本的には海老名駅発着で運転されるが、平日下り2本は大和行き、平日上り2本および土休日上り1本はかしわ台始発で運転される。
東急東横線内は急行として運転される。平日上りの森林公園行きのみ東京メトロ副都心線内は通勤急行、東武東上線内は快速急行として運転される以外は東京メトロ副都心線内は各駅停車、東武東上線内は普通として運転される。
編成両数は全て10両編成である。
東急東横線・相鉄いずみ野線直通系統（東武東上線・東京メトロ副都心線・東急東横線 - 湘南台）
相鉄いずみ野線から相鉄新横浜線を経由し東急新横浜線および東横線内に乗り入れる系統であり日中時間帯は川越市発着と和光市発着がそれぞれ1本ずつ設定されている。
東武東上線・東京メトロ副都心線・東急東横線・東急新横浜線を発着とし、日吉（発のみ）・渋谷・新宿三丁目・千川（発のみ）・和光市・志木・川越市・森林公園駅を発着として運転されている。
東急東横線内は急行として運転される。基本的に東京メトロ副都心線内は各駅停車、東武東上線内は普通で運転されるが、平日1往復のみ副都心線内を通勤急行で運転し、平日下り1本が東武東上線内を急行で運転する。
編成両数は全て10両編成である。
東急東横線直通系統（東武東上線・東京メトロ副都心線・東急東横線 - 西谷）
西谷発着で相鉄新横浜線を経由し東急新横浜線および東横線内に乗り入れる系統であり、朝夕および平日午前中を中心に運転されている。
東武東上線・東京メトロ副都心線・東急東横線・東急新横浜線を発着とし、渋谷・新宿三丁目（発のみ）・池袋（発のみ）・和光市・志木（着のみ）・川越市（着のみ）駅を発着として運転されている。
東急東横線内は急行として運転される。平日上りの川越市行きのみ東京メトロ副都心線内は通勤急行として運転される以外は東京メトロ副都心線内は各駅停車、東武東上線内は普通として運転される。
編成両数は全て10両編成である。
相鉄本線直通系統
東急線内に入らない新横浜駅発着が設定されており、土休日に1往復設定されている。上りはかしわ台始発で8両編成で運転され、下りは東急車10両編成で海老名行きとして運転する。
相鉄新横浜線内系統
平日に1往復西谷駅 - 新横浜駅で設定されており8両編成で運転される。

## 使用車両

### 現在の運行車両
現在、12000系（JR線直通）、20000系（東急東横線直通）、21000系（東急目黒線直通）以外の自社車両は定期回送、試運転、輸送障害時のみ入線している。また架線検測のためモヤ700系が不定期で入線する。定期回送については西谷駅 - 羽沢横浜国大駅であり、20000系および21000系以外の車両で新横浜駅に入線する運用は設定されていない。

#### JR線直通車両

##### 自社車両

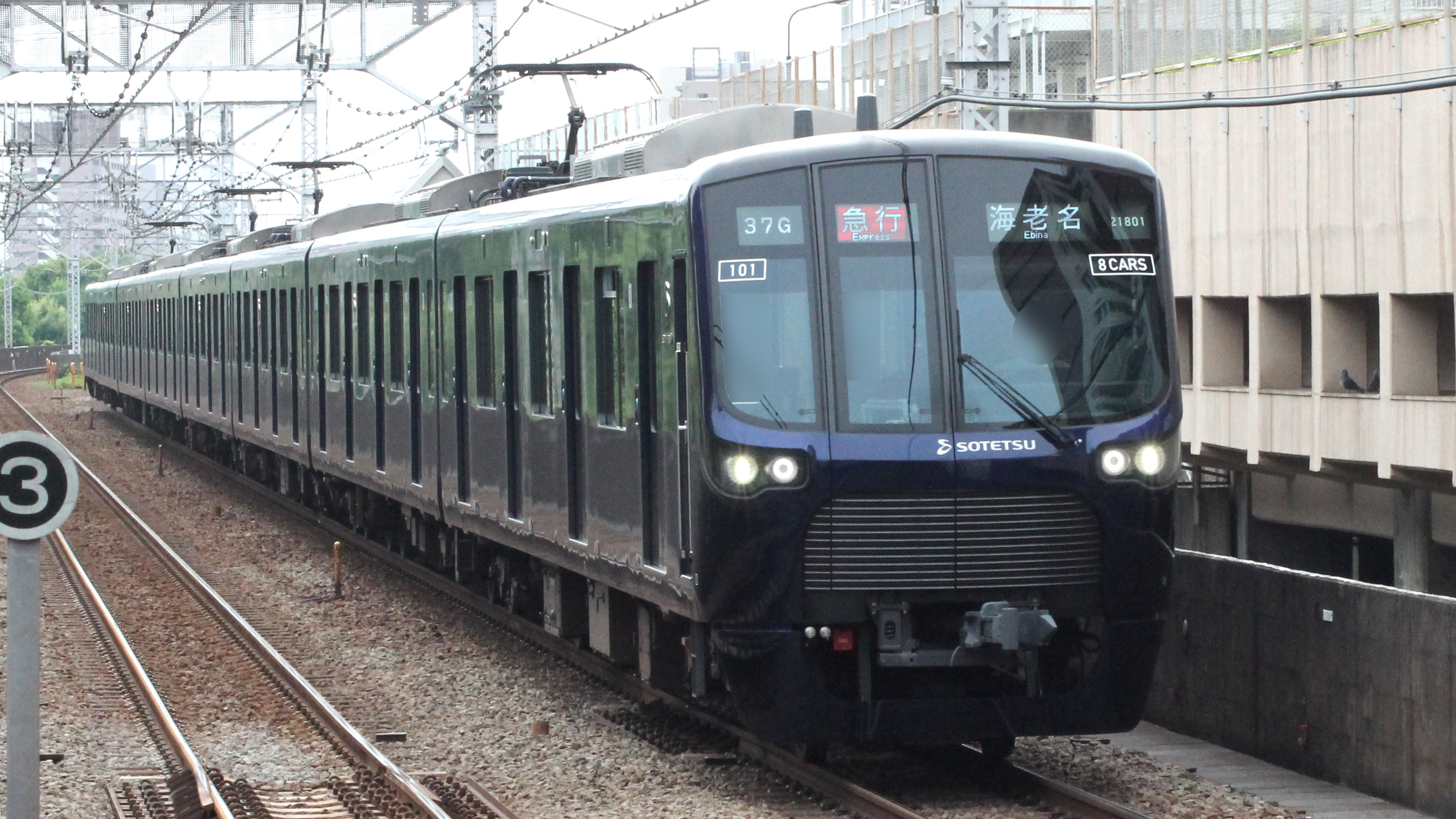
12000系（10両編成）
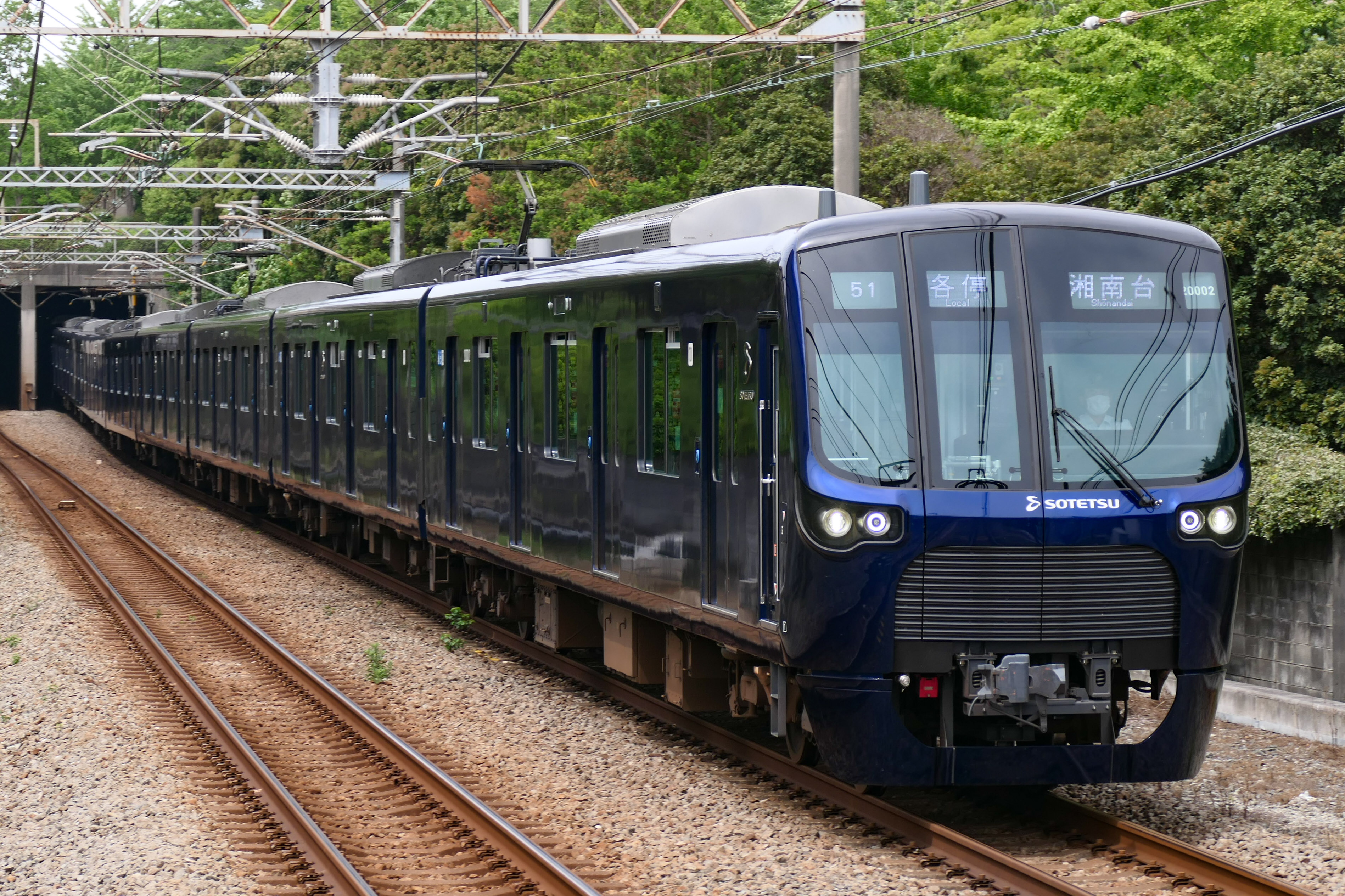
20000系

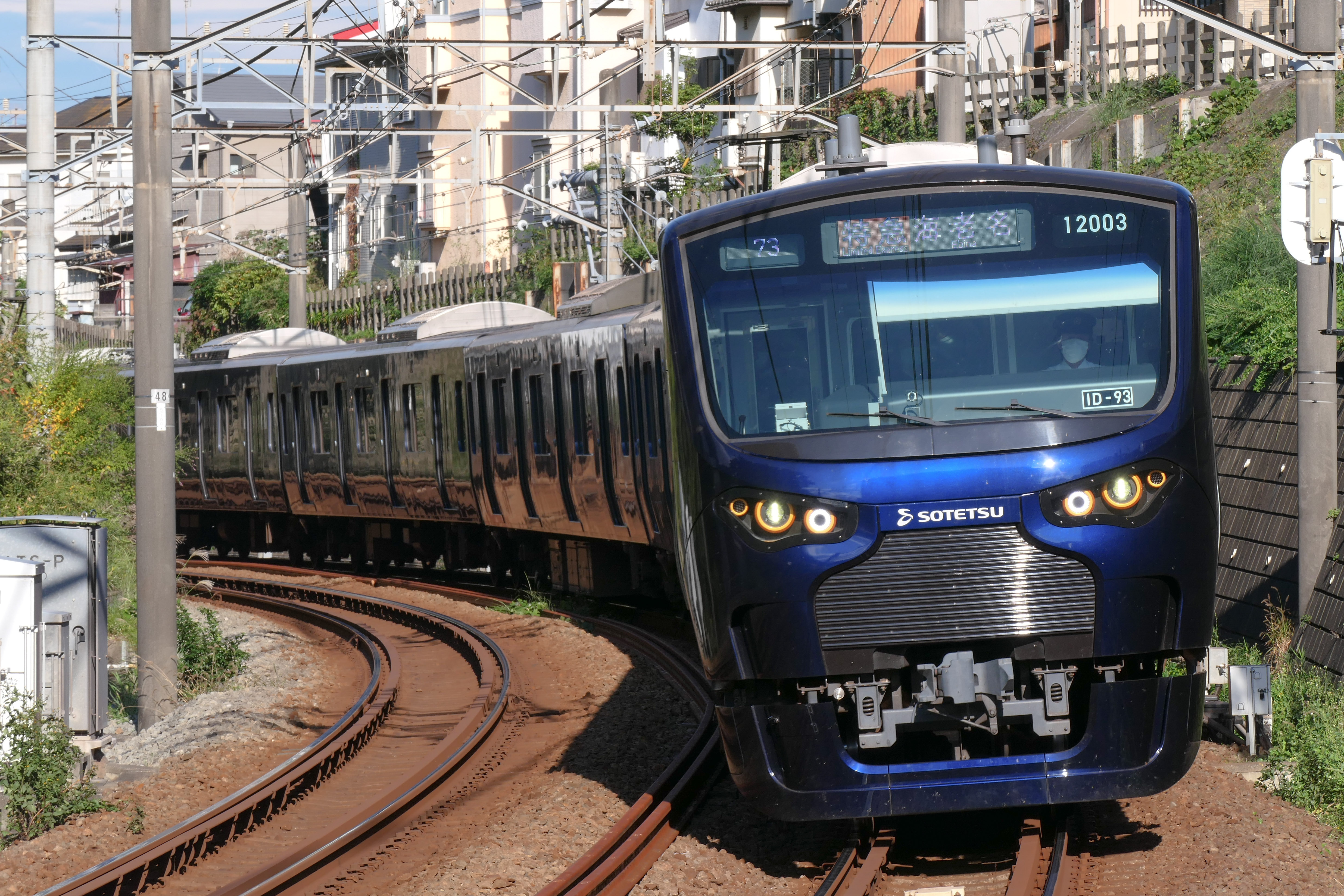
12000系

##### 乗り入れ車両
JR東日本

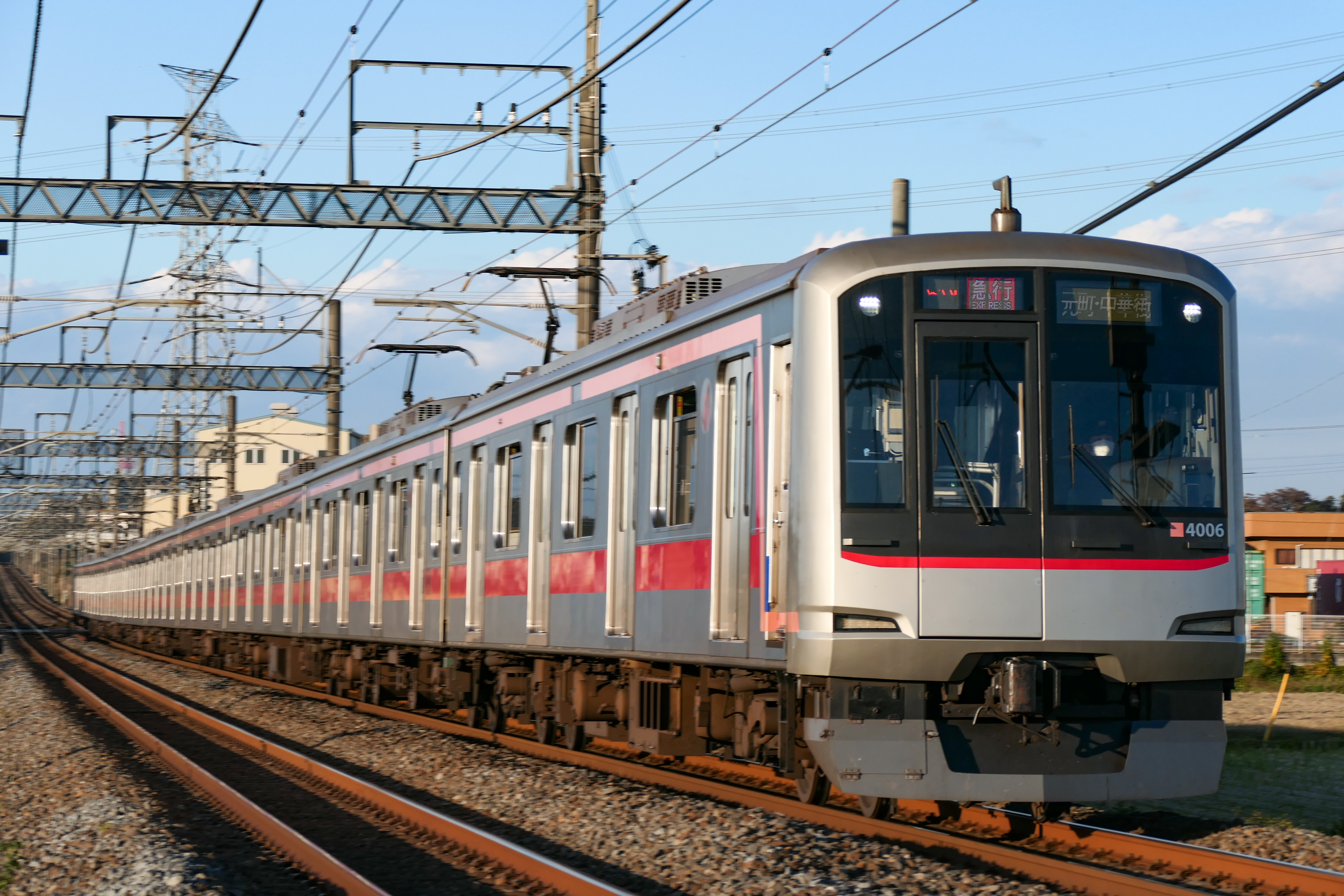
E233系7000番台（埼京線・10両編成）
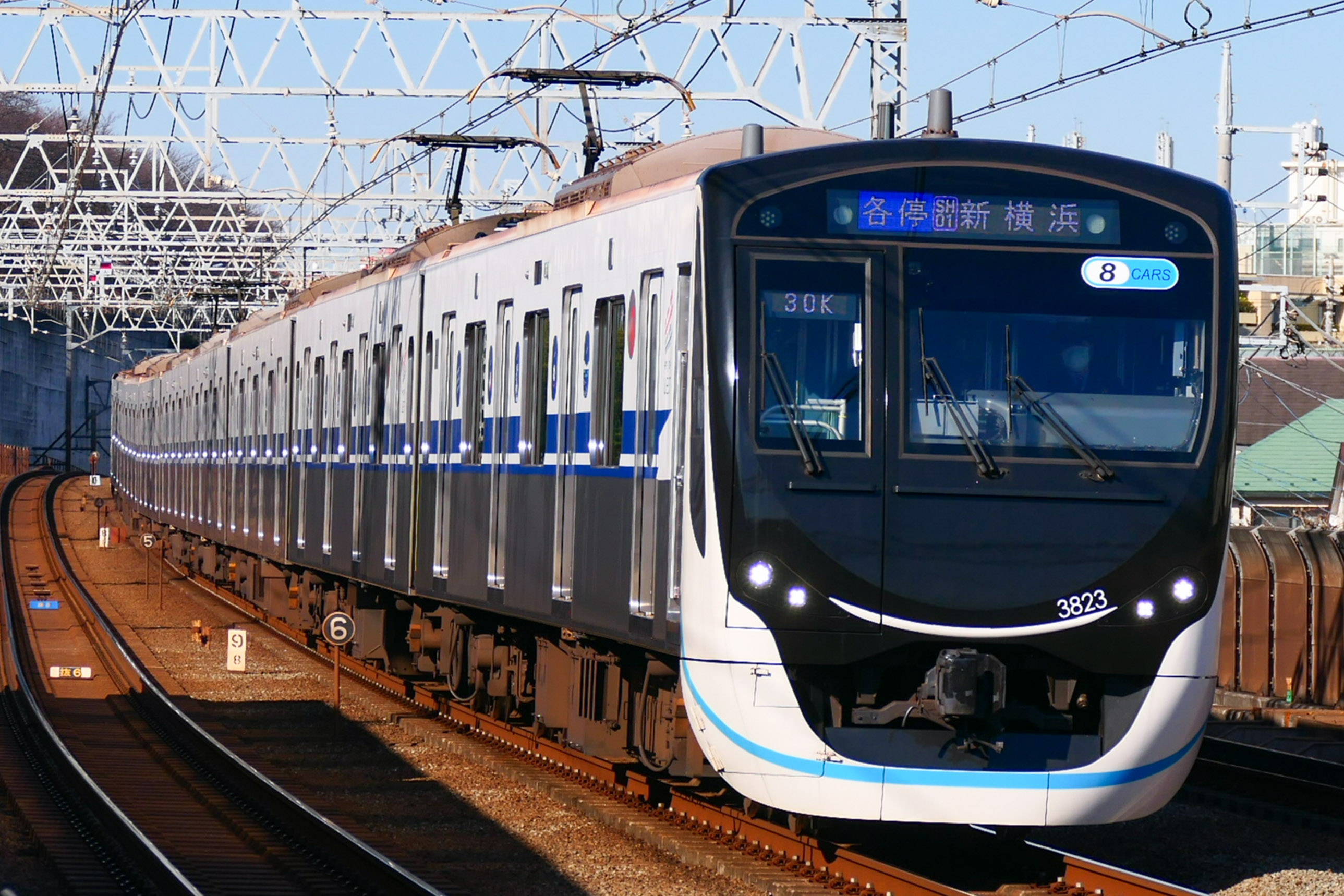
3020系
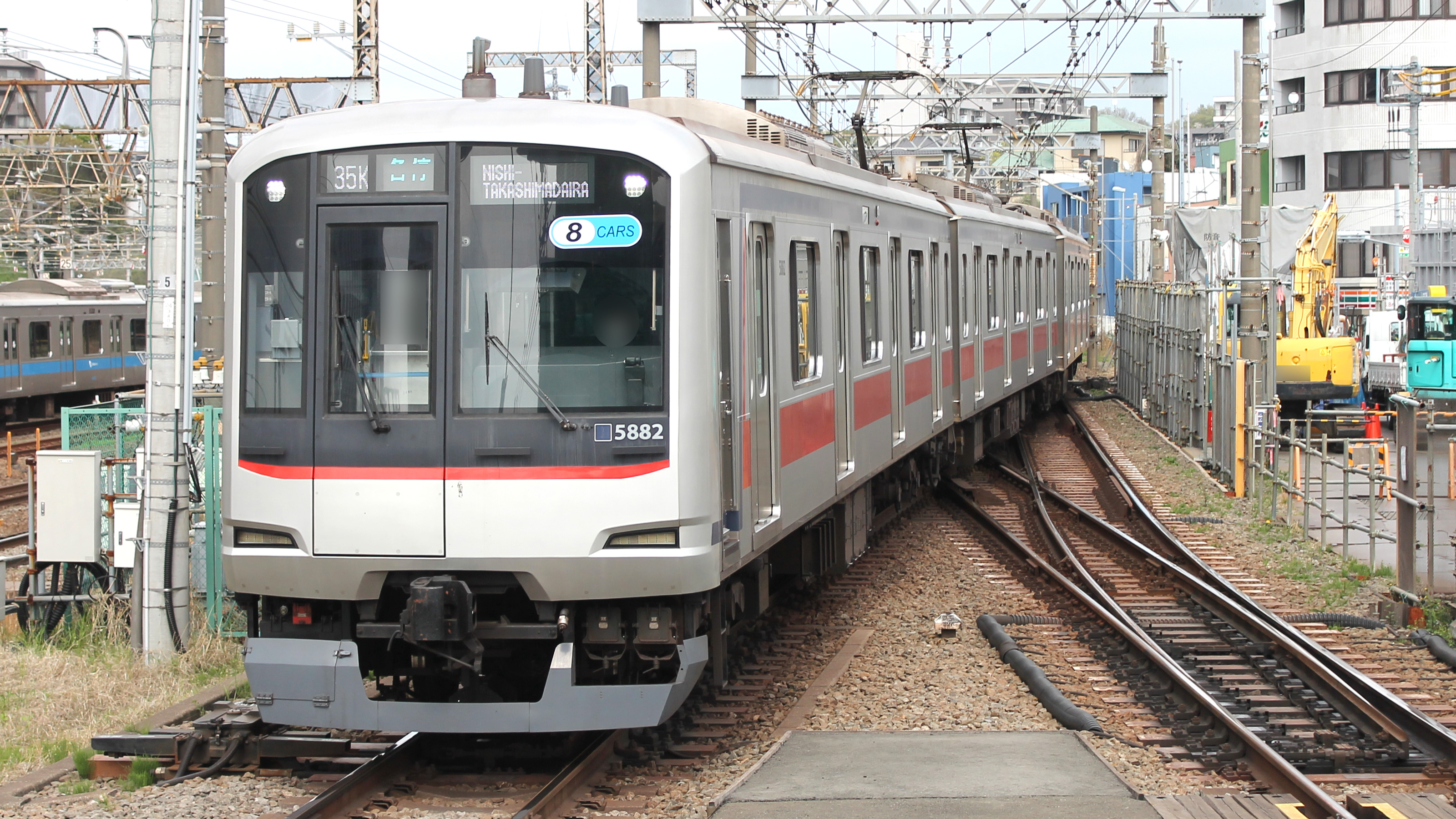
5080系
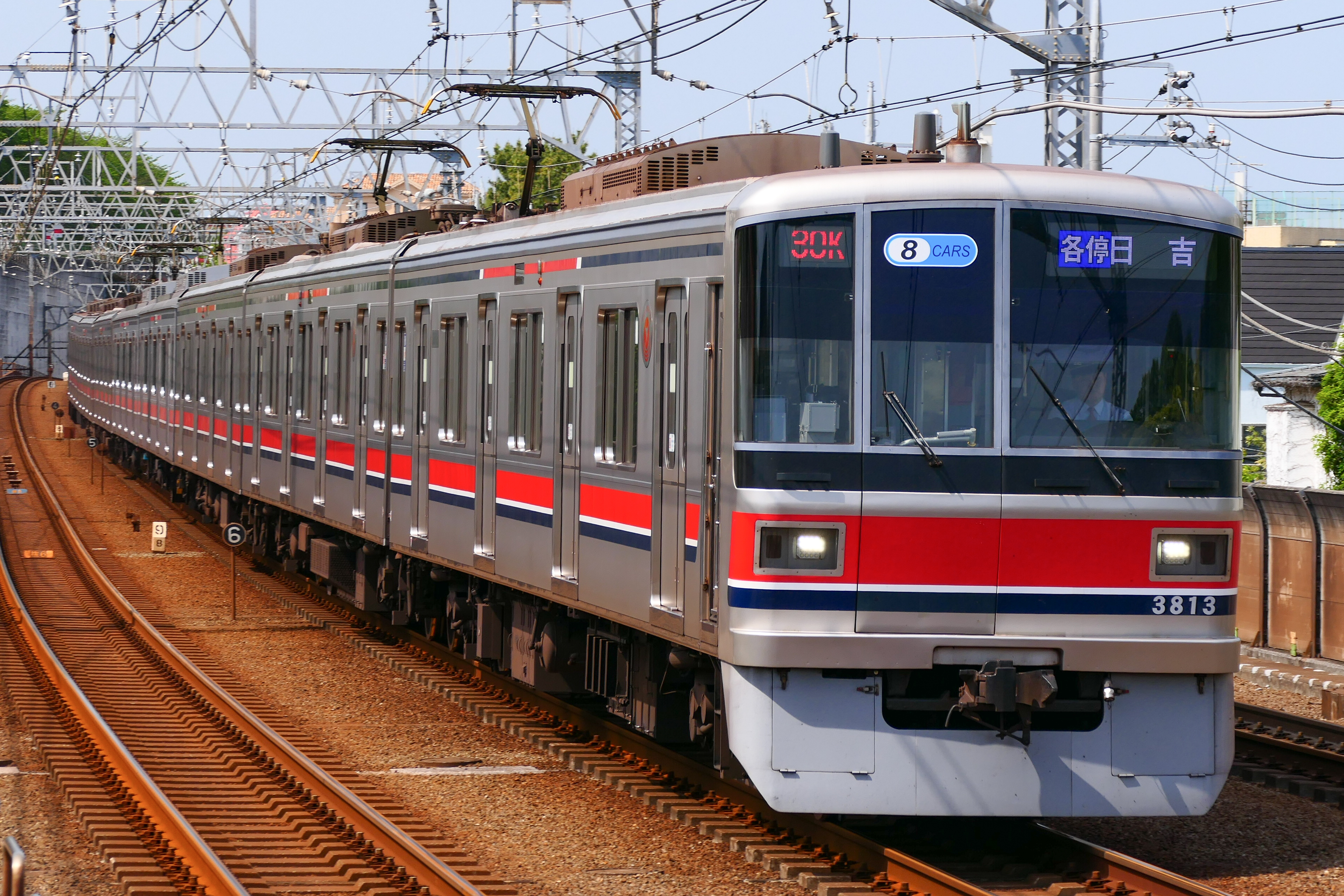
3000系

基本的には羽沢横浜国大駅 - 海老名駅間のJR線直通列車のみで運用される。

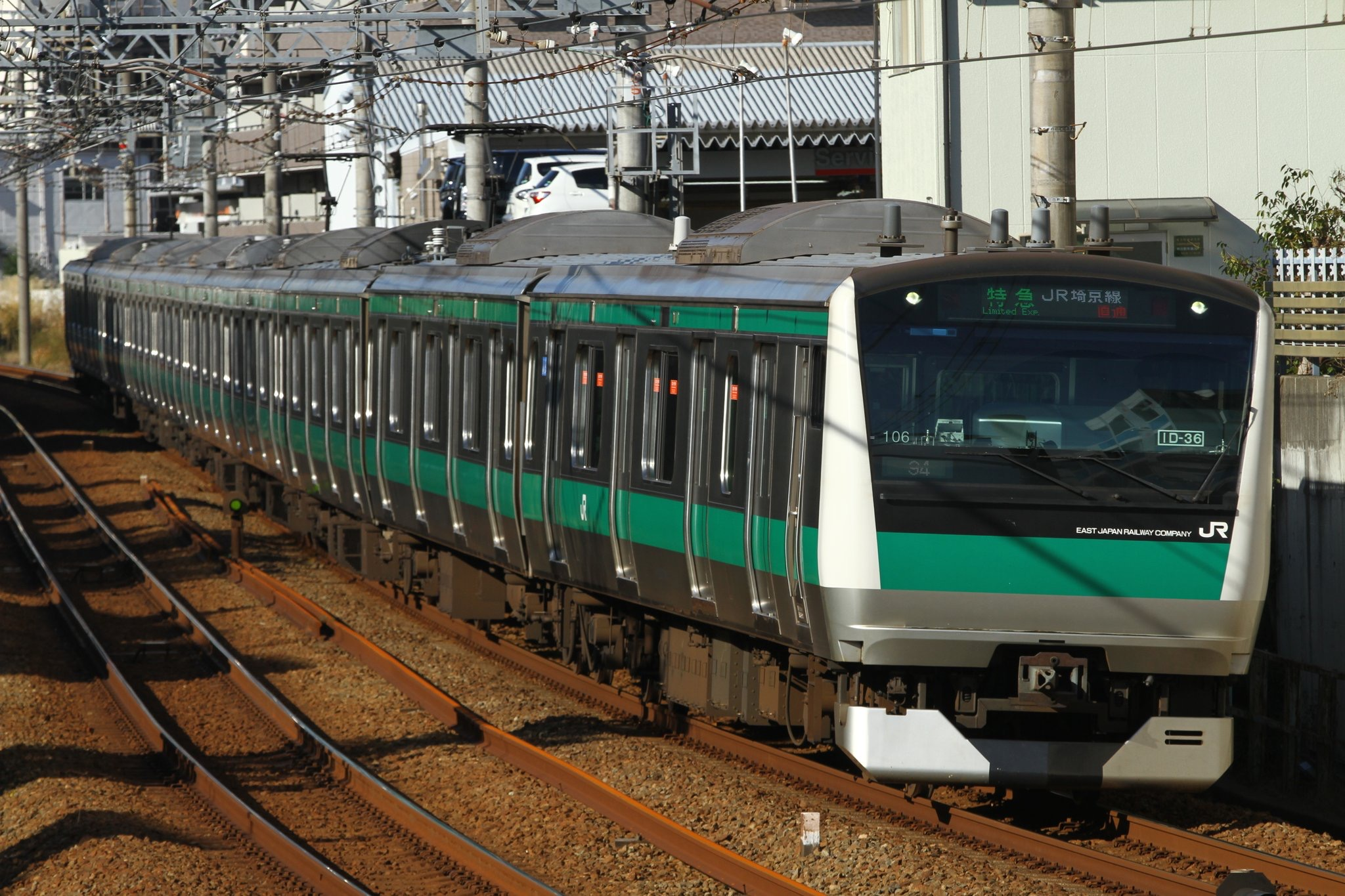
E233系7000番台

#### 東急線直通車両

##### 自社車両
- 21000系（8両編成）
- 20000系（10両編成）

- 21000系
- 20000系

##### 乗り入れ車両
東急電鉄
- 5050系4000番台（東横線・10両編成）
- 3020系（目黒線・8両編成）
- 5080系（目黒線・8両編成）
- 3000系（目黒線・8両編成）

東急線直通列車に加え、相鉄本線横浜駅方面への定期列車も設定されている。なお、これとは別に西谷 - 星川・西横浜間や相鉄厚木線などで回送列車として運行されている。
- 5050系4000番台
- 3020系
- 5080系
- 3000系

## 女性専用車
平日の朝ラッシュ時間帯の上り列車（10両編成）において女性専用車を実施しているが、JR線直通列車と東急東横線直通列車で設定号車および時間帯が異なる。
- JR線直通列車：平日朝7時20分から9時30分までにJR埼京線大崎駅へ到着する[注釈 2]上り列車の最後尾車両（10両編成10号車）。JR埼京線大崎駅で終了[30]。
- 東急東横線直通列車：平日朝始発から9時30分までの上り全列車の先頭車両（10両編成1号車）。東京メトロ副都心線池袋駅までの実施で、実施区間の途中であっても9時30分を以て一斉終了[31]。

東急目黒線直通列車（8両編成）には女性専用車は設定されない。

## 歴史
- 2019年（平成31年・令和元年）
  - 3月28日 - 西谷駅 - 羽沢横浜国大駅間の開業日が2019年11月30日と発表[32]。
  - 11月30日 - 西谷駅 - 羽沢横浜国大駅間が開業し、相鉄本線西谷駅 - 海老名駅区間とJR東日本湘南新宿ライン・埼京線・川越線との間で直通運転が開始[30]。日本における令和初の鉄道新路線開業となった。同時に羽沢横浜国大駅でホームドアの使用を開始。羽沢横浜国大駅の駅番号は「SO51」[33]。
- 2021年（令和3年）5月23日 - 西谷駅でホームドアの使用を開始[34]。
- 2022年（令和4年）
  - 1月27日 - 羽沢横浜国大駅 - 新横浜駅間の開業時期を2023年3月とし、相鉄本線西谷駅 - 海老名駅間と二俣川駅経由で相鉄いずみ野線との相互直通運転、同線経由で東急新横浜線を経由して東急目黒線、都営地下鉄三田線または東京メトロ南北線・埼玉高速鉄道線、および東急東横線・東京メトロ副都心線・東武東上線との間で直通運転を行うと正式に発表[35][36]。
  - 7月22日 - 新横浜駅構内でレール締結式を開催[37][38]。
  - 9月16日 - 駅ナンバリングが決定し、新横浜駅の駅番号は「SO52」と発表[39]。
  - 10月21日 - 正式な駅名が決定し、新横浜駅（新横浜駅）となる（カッコ内はこれまでの仮称）[40]。
  - 11月3日 - 2023年3月まで羽沢横浜国大駅 - 新横浜駅間の試運転を実施[41]。
  - 11月24日 -  羽沢横浜国大駅 - 新横浜駅間の2023年3月開業時のダイヤ概要を発表。相鉄新横浜線は各駅停車と特急と通勤特急（相鉄いずみ野線から直通列車のみ）の運行となり、全列車が停車となる[25][26]。
  - 12月16日 -  羽沢横浜国大駅 - 新横浜駅間の開業日が2023年3月18日と正式発表[2][5][27][28][42][43][44][45][46][31]。
- 2023年（令和5年）
  - 3月5日 - 相模鉄道と東急電鉄の社長らが出席して完成式典を新横浜駅で開催[4]。
  - 3月18日 -  羽沢横浜国大駅 - 新横浜駅間が開業し、相鉄本線海老名駅から同線と東急新横浜線を経由して東急目黒線、都営地下鉄三田線または東京メトロ南北線・埼玉高速鉄道線、および相鉄いずみ野線湘南台駅から相鉄本線二俣川駅 - 西谷駅間と東急新横浜線を経由して東急東横線・東京メトロ副都心線・東武東上本線との間で直通運転が開始[31]。ただし南北線系統は朝夕のみ、東上線直通は1時間に1本程度の運行となる[注釈 3]。新横浜駅でのホームドア使用開始により、全駅でのホームドア整備が完了。
- 2024年（令和6年）3月16日 - 東急目黒線所属車両のみ、回送列車に限り相鉄本線経由で相鉄厚木線への入線を開始[47]。

## 駅一覧
- 新横浜駅側から記述。正式な起点は西谷駅。
- 全列車区間内各駅に停車。
- 全駅神奈川県横浜市内に所在。
- JR・東急線から二俣川方面直通列車の相鉄本線内の停車駅は「相鉄本線」を参照。
- 東急線から二俣川方面直通列車の相鉄いずみ野線内の停車駅は「相鉄いずみ野線」を参照。
- 相鉄新横浜線からJR線への直通列車の停車駅は「相鉄・JR直通線」を参照。
- 相鉄新横浜線から東急線への直通列車の停車駅は「東急新横浜線」を参照。

| 駅番号             | 駅名               | 駅間キロ           | 累計キロ           | 接続路線・備考 | 地上／地下 | 所在地 |
| ------------------ | ------------------ | ------------------ | ------------------ | --- | --- | --- |
| 東急線直通運転区間 | 東急線直通運転区間 | 東急線直通運転区間 | 東急線直通運転区間 | 東急新横浜線経由で以下の路線・駅まで - 東急東横線・ 東京メトロ副都心線経由 東武東上線森林公園駅（土曜・休日の一部列車のみ小川町駅）まで - 東急目黒線・ 東京メトロ南北線経由 埼玉高速鉄道線浦和美園駅まで - 東急目黒線経由 都営三田線西高島平駅まで | 東急新横浜線経由で以下の路線・駅まで - 東急東横線・ 東京メトロ副都心線経由 東武東上線森林公園駅（土曜・休日の一部列車のみ小川町駅）まで - 東急目黒線・ 東京メトロ南北線経由 埼玉高速鉄道線浦和美園駅まで - 東急目黒線経由 都営三田線西高島平駅まで | 東急新横浜線経由で以下の路線・駅まで - 東急東横線・ 東京メトロ副都心線経由 東武東上線森林公園駅（土曜・休日の一部列車のみ小川町駅）まで - 東急目黒線・ 東京メトロ南北線経由 埼玉高速鉄道線浦和美園駅まで - 東急目黒線経由 都営三田線西高島平駅まで |
| SO52               | 新横浜駅           | -                  | 0.0                | 東急電鉄： 東急新横浜線 (SH01)（直通運転：上記参照） 東海旅客鉄道： 東海道新幹線 東日本旅客鉄道： 横浜線 (JH 16) 横浜市営地下鉄： ブルーライン (B25)                                                                                               | 地下 | 港北区 |
| JR線直通運転区間   | JR線直通運転区間   | JR線直通運転区間   | JR線直通運転区間   | 相鉄線直通列車・ 埼京線経由 ■川越線川越駅まで | 相鉄線直通列車・ 埼京線経由 ■川越線川越駅まで | 相鉄線直通列車・ 埼京線経由 ■川越線川越駅まで |
| SO51               | 羽沢横浜国大駅     | 4.2                | 4.2                | 東日本旅客鉄道：相鉄線直通列車（西谷方面から直通運転：上記参照） | 地下 | 神奈川区 |
| SO08               | 西谷駅             | 2.1                | 6.3                | 相模鉄道： 相鉄本線（二俣川・大和・海老名方面直通運転：下記参照）〈横浜方面〉 | 地上 | 保土ケ谷区 |
| 直通運転区間       | 直通運転区間       | 直通運転区間       | 直通運転区間       | 相鉄本線海老名駅まで 相鉄本線経由 相鉄いずみ野線湘南台駅まで | 相鉄本線海老名駅まで 相鉄本線経由 相鉄いずみ野線湘南台駅まで | 相鉄本線海老名駅まで 相鉄本線経由 相鉄いずみ野線湘南台駅まで |

緩急接続可能な駅
新横浜駅・西谷駅

## その他
新横浜駅開業にあわせ、相鉄本線（西谷以遠）- 羽沢横浜国大駅・新横浜駅を含む通勤IC定期を利用する場合、横浜駅でも乗降が可能な「YOKOHAMAどっちも定期」というサービスを実施している。このサービスは二区間定期券の一種であるが、他事業者のように追加料金の加算などは行われていない。